# Sultanaat Malakka
Het sultanaat Malakka is de eerste staat die Islamitisch werd, in wat nu Indonesië en Maleisië is. Het land heeft bestaan van 1402 tot 1511.

## Geschiedenis
In 1402 werd het Maleisische rijk Malakka gesticht door Parameswara, een prins uit Srivijnana. Deze was van Palembang naar Temasek gevlucht net voordat Palembang door Mahapahit werd ingenomen. In Temasek doodde hij de Siamese heerser om die plaats zelf te vervullen, maar de bevolking keerde zich tegen hem en hij moest vluchten. Via Muar kwam hij in Malakka. 
Tot het sultanaat behoorde ook het vasteland van de Sumatraanse provincie Riau. In 1414 trouwde Parameswara met een prinses uit Pasai en bekeerde zich tot de islam.
Malakka lag aan de handelsroute van Europa, Arabië en India naar China en ontwikkelde zich tot een belangrijke haven. Veel kooplieden vestigden zich hier. Er werd gehandeld in o.a. zijde, thee, opium, kruiden en goud.
Tijdens de heerschappij van sultan Mansur Shah (1459-1477) werden ook de ruim 3000 eilanden van Riau onderdeel van het sultanaat. Tijdens deze periode bereikte Malakka het hoogtepunt van haar macht en hij onderhield goede contacten met o.a. China. Hij trouwde in 1459 met de Chinese prinses Hang Li Po. 
In 1511 viel het sultanaat in handen van de Portugezen. De sultan vluchtte naar Johor, vestigde opnieuw een koninkrijk en probeerde vijftien jaar lang Malakka terug te veroveren, waar de Portugezen inmiddels een fort, A Famosa, gebouwd hadden. 
Tussen Malakka en Riau loopt de Straat van Malakka, ook in die tijd al een drukke handelsroute.